# Абельсон, Роберт
Роберт Пол Абельсон (англ. Robert Paul Abelson; 12 сентября 1928, Нью-Йорк, США — 13 июля 2005) — американский психолог из Йельского университета и политолог с интересами в области статистики и логики.

## Биография
Родился в Нью-Йорке и учился в высшей школе в Бронксе. Защитил дипломную работу в Массачусетском технологическом институте и получил докторскую степень по психологии отдела психологии Принстонского университета под руководством Джона Теки и Сильвано Томкинса.
Из Принстона Абельсон перешёл в Йельський университет, где оставался в течение следующих пяти лет своей карьеры.
В сотрудничестве с Милтоном Дж. Розенбергом он разработал понятие «symbolic psycho-logic», используя своеобразный вид матрицы смежности знакового графа в описательной (а не распорядительной) психологической организации отношений и согласованности отношения, который был ключом к развитию отрасли социального познания.
Понятие, что вера, отношения и идеология были глубоко связанными структурами знаний, которое содержится в истоках, планировках, целях и смысле работы, собравшей несколько тысяч цитирований, и привело к первой междисциплинарной программе специализации познавательной науки в Университете. Его работа над анализом поведения избирателей на выборах 1960 и 1964 годов и создание компьютерной программы для моделирования идеологии («Goldwater machine») помогло определить и построить область политических предпочтений.
Является автором книги «Статистика как принципиальный аргумент», включающей в себя рецепты того, как следует продолжить статистический анализ, а также описание того, что такое статистический анализ, почему мы должны это делать, и как отличить хороший статистический аргумент от плохого. Выступил соавтором нескольких книг по психологии, статистике и политологии. В 1959 году Абельсон опубликовал статью, которая разъясняет различные ситуации, в которых каждый индивидуум склонен позволить себе «дилеммы веры» (Абельсон: «Способы решения дилемм веры» Журнал разрешения конфликтов 1959).
Абельсон получил премию за выдающийся научный вклад от Американской ассоциации психологии (APA — American Psychological Association), премию заслуженного учёного от Общества экспериментальной социальной психологии (SESP — Society of Experimental Social Psychology) и премию выдающегося учёного из Международного общества политической психологии (ISPP — International Society of Political Psychology). Он был избран членом Американской академии искусств и наук в 1978 году.

## Книги
- Bush, Robert R.; Abelson, Robert; Hyman, Ray (1956). Mathematics for Psychologists. New York: Social Science Research Council. OCLC 2301803.
- Schank, Roger; Abelson, Robert P. (1977). Scripts, plans, goals and understanding: An inquiry into human knowledge structures. New Jersey: Erlbaum. ISBN 0-470-99033-3.
- Abelson, Robert P. (1995). Statistics as Principled Argument. Hillsdale, N.J.: L. Erlbaum Associates. OCLC 31011850.
- Abelson, Robert P.; Frey, Kurt P.; Gregg, Aiden P. (2004). Experiments with People : Revelations From Social Psychology. Mahwah, N.J.: Lawrence Erlbaum. OCLC 51389089.